# Bidadi
Bidadi là một thị trấn thuộc taluk Ramanagara, huyện Ramanagara, bang Karnataka, Ấn Độ.